# Kim So-hee
Kim So-hee (kor. 김소희; * 16. September 1976 in Daegu) ist eine ehemalige südkoreanische Shorttrackerin.

## Karriere
Kim startete bei den Olympischen Winterspielen 1992 in Albertville, als Shorttrack erstmals eine olympische Disziplin war. Sie gewann jedoch keine Medaille. Bei den folgenden Olympischen Spielen in Lillehammer wurde sie Olympiasiegerin mit der Staffel und gewann über 1000 m Bronze. Nach ihrer aktiven Laufbahn erwarb Kim einen Doktortitel an der Seoul National University in Sportmarketing. Kim ist derzeit als Professorin am Dongyang Universität. 2018 wurde sie zum ISU Short Track Member gewählt.

## Laufbahn als Trainer
- 2003–2004: trainierte sie die chinesisches Nationalmannschaft.
- 2004: trainierte sie die südkoreanische Nationalmannschaft.[9][10][11]

## Wirken als Kommentator
Bei den Olympischen Winterspielen 2014 arbeitete sie als Kommentator für den südkoreanischen Sender MBC.

## Ehrungen
- Medaille „Blue Dragon“ der Republik Korea.
- Medaille „White Horse“ der Republik Korea.